# Charles-François Daubigny

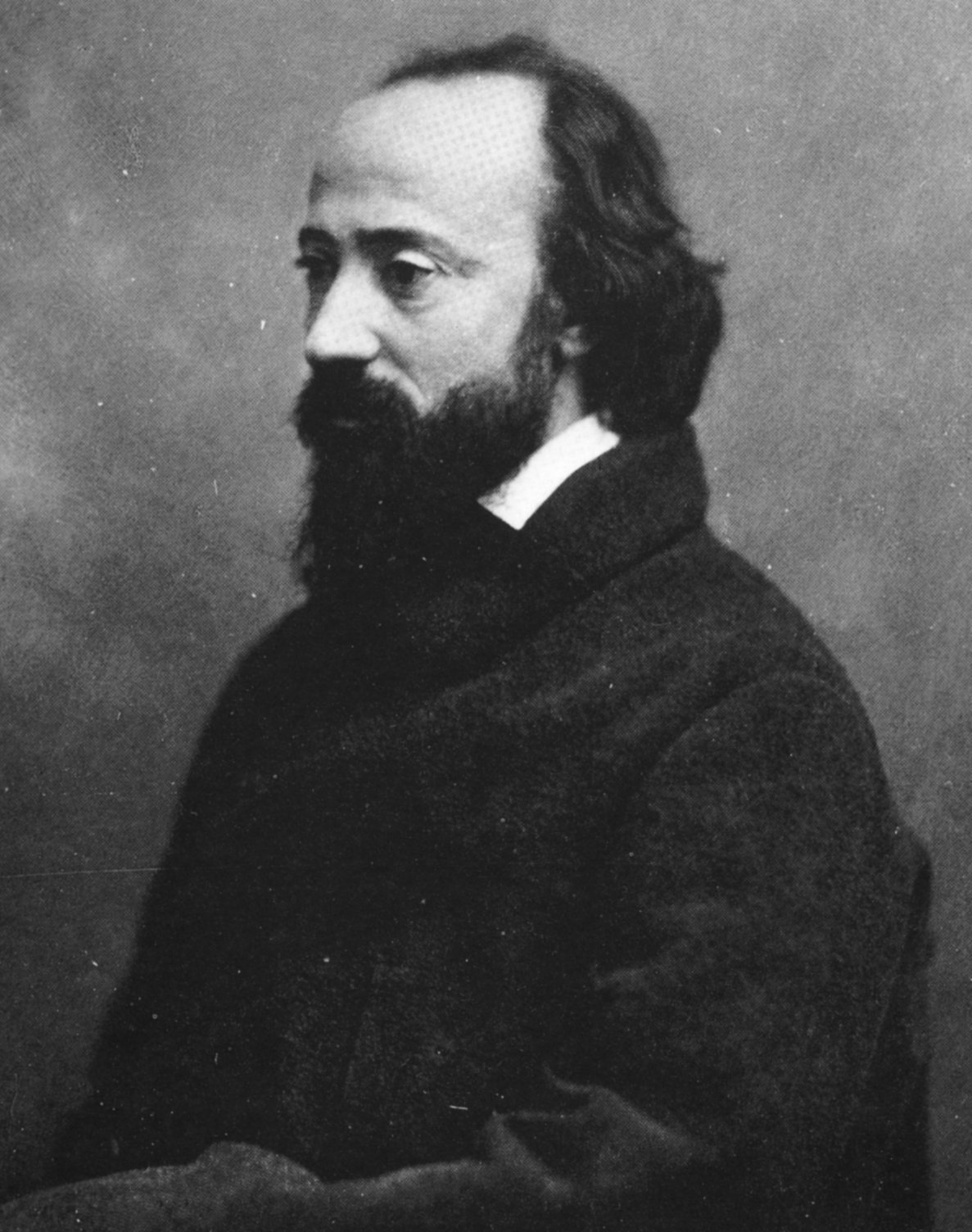
Charles-François Daubigny (1865)

Charles-François Daubigny (Parijs, 15 februari 1817 – aldaar, 19 februari 1878) was een Frans impressionistisch kunstschilder. 
Hij behoort tot de Barbizon-vernieuwers, naast Théodore Rousseau en Jean François Millet. Ook hij gaat door als een vernieuwend voorloper van het impressionisme.
Daubigny behoorde tot een schilderende kunstenaarsfamilie. Hij was leerling bij zijn vader Edmond François Daubigny en zijn oom, de miniaturist Pierre Daubigny.
Oorspronkelijk schilderde Daubigny traditioneel, tot hij zich vanaf 1843 in Barbizon vestigde, om er buiten in de natuur te kunnen werken. Hij sloot zich daar aan bij de School van Barbizon. Nog belangrijker was de ontmoeting met Camille Corot in 1852, te Optevoz (Isère). Op zijn bekende boot "Botin", die hij tot atelier had omgebouwd, schilderde hij onophoudelijk langs de oevers van de Seine en de Oise, veelal in de omgeving van Auvers. Vanaf 1852 kwam hij onder invloed van Gustave Courbet en liet zijn stijluitwerking meer en meer het latere impressionisme raden, bij zover dat Théophile Gautier het al had, weliswaar pejoratief, over "impression".
In 1866 verbleef Daubigny in Engeland en hij kwam er terug ten gevolge van de Frans-Duitse Oorlog van 1870. Toen ontmoette hij Claude Monet in Londen en samen trokken ze naar Nederland. Terug in Auvers maakte hij kennis met die andere grote uit het Impressionisme, Paul Cézanne. Men kan aannemen dat deze jongeren artistiek veel te danken hebben aan Charles-François Daubigny.
Zijn zoon Karl Daubigny, geboren te Parijs in 1846 en gestorven te Auvers in 1886, was zijn leerling en werd ook een verdienstelijk schilder.

## Werk in openbare collecties en musea (selectie)
Werken van Daubigny zijn te vinden in:
- De Mesdag Collectie
- Museum Boijmans Van Beuningen, Rotterdam
- Rijksmuseum Amsterdam
- Museum de Fundatie, Zwolle

## Galerij

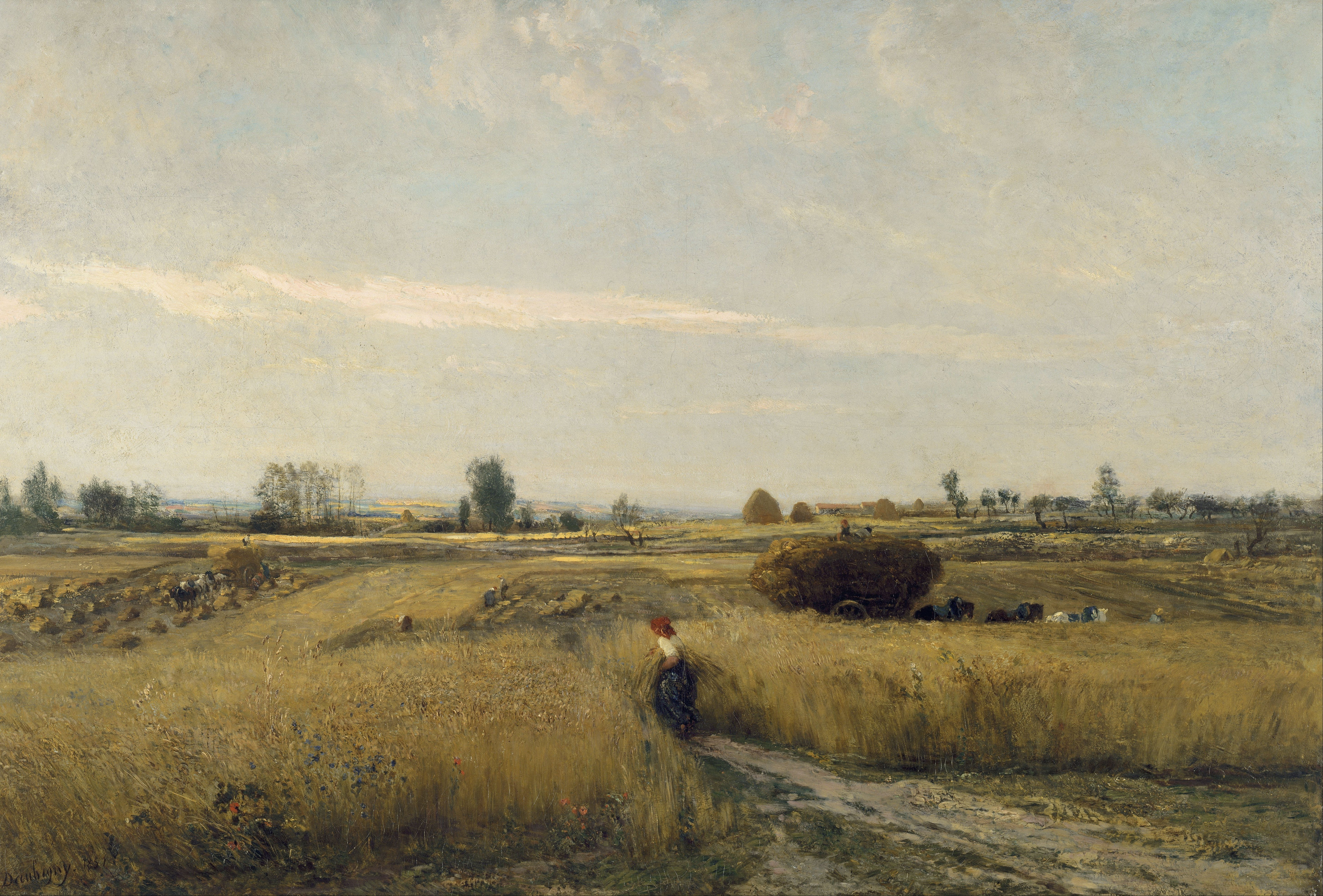
Graanoogst (1851),  Musée d'Orsay, Parijs
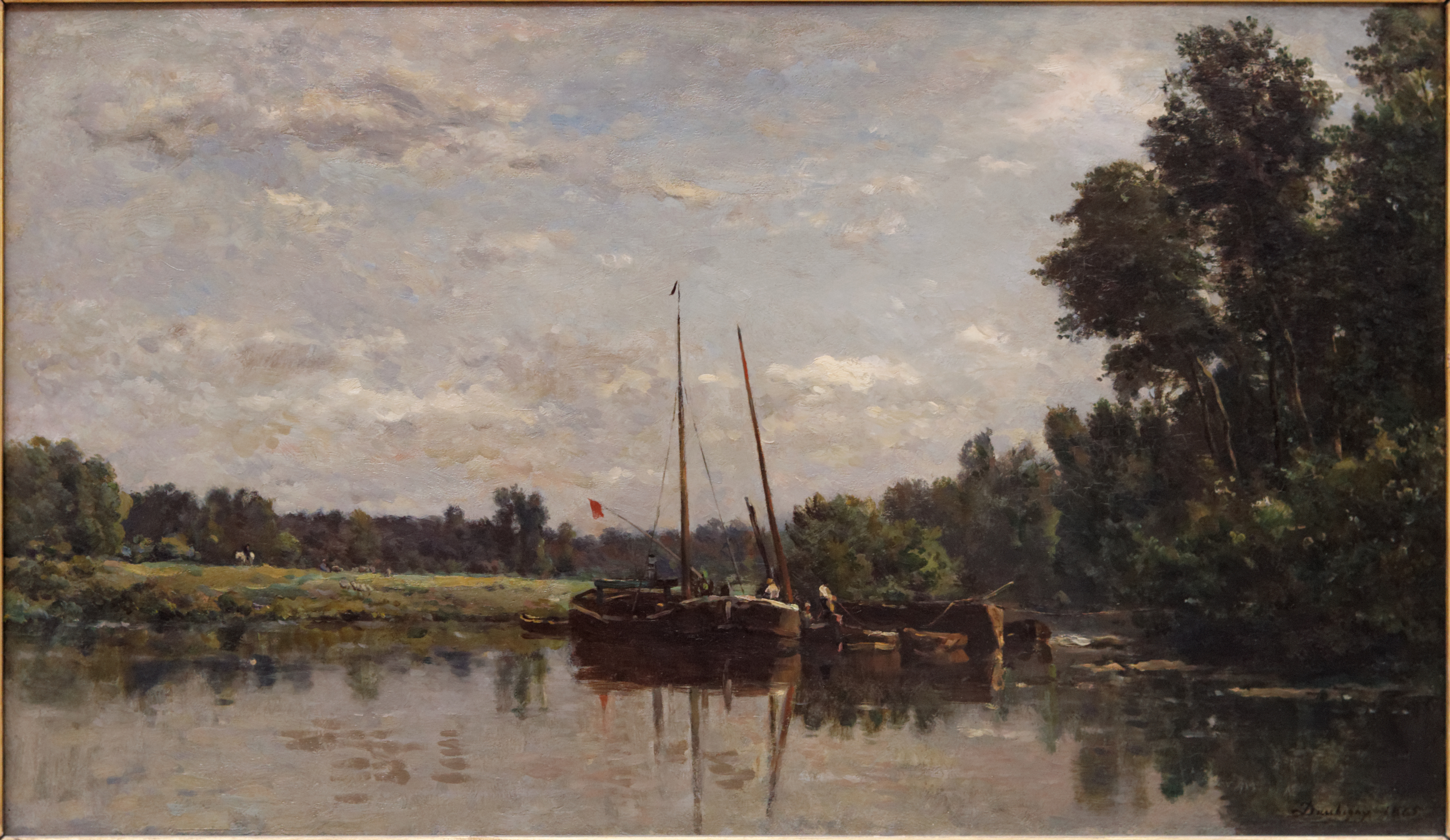
Boten op de Oise (1865), Louvre, Parijs
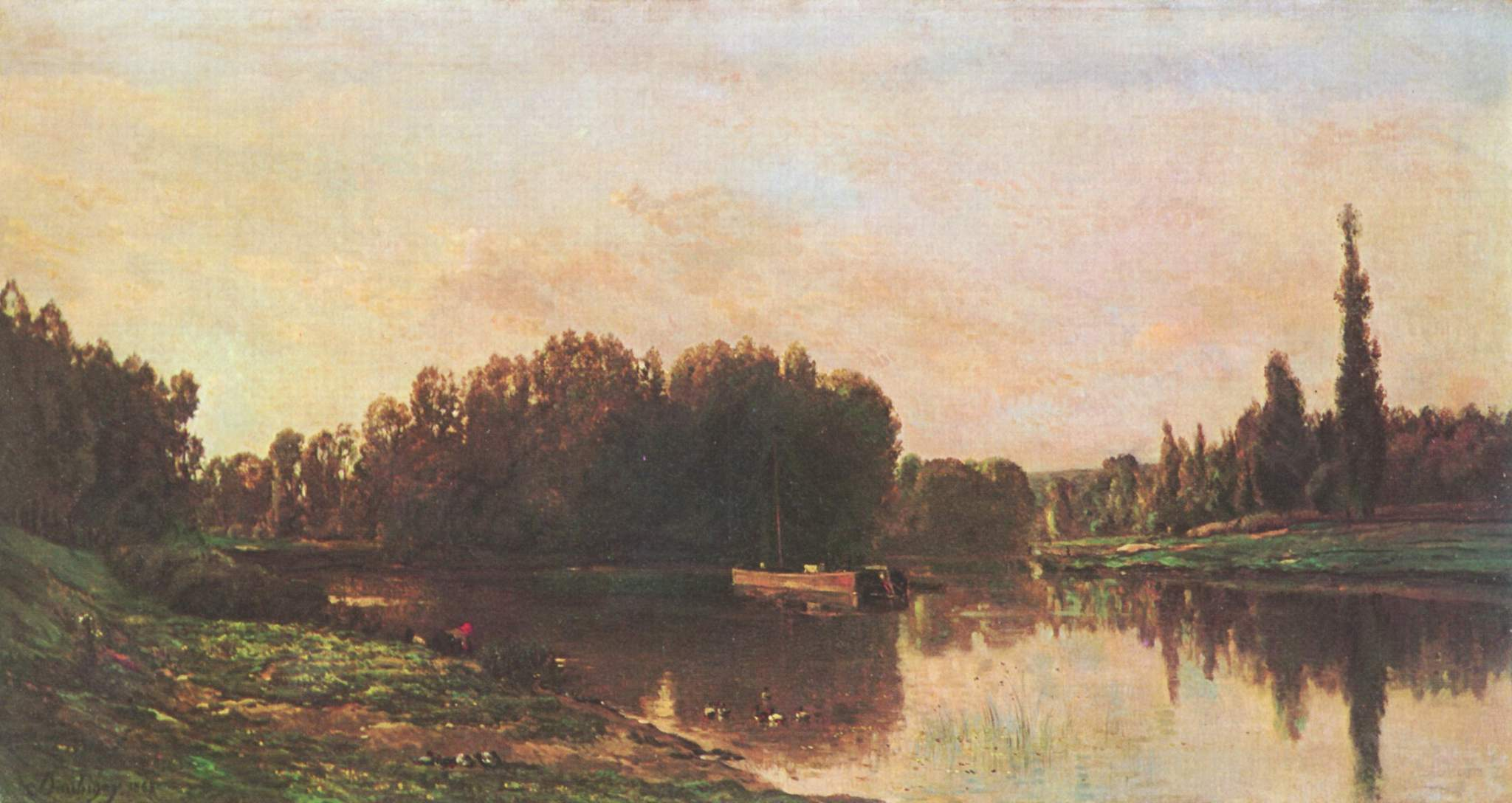
Samenkomst van de Seine en de Oise (1868), Museum of Fine Arts, Budapest
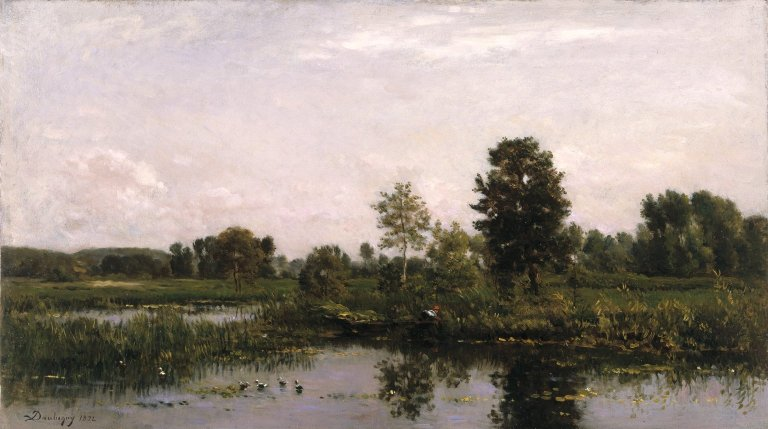
Een bocht in de Oise (ca. 1872), Brooklyn Museum, New York
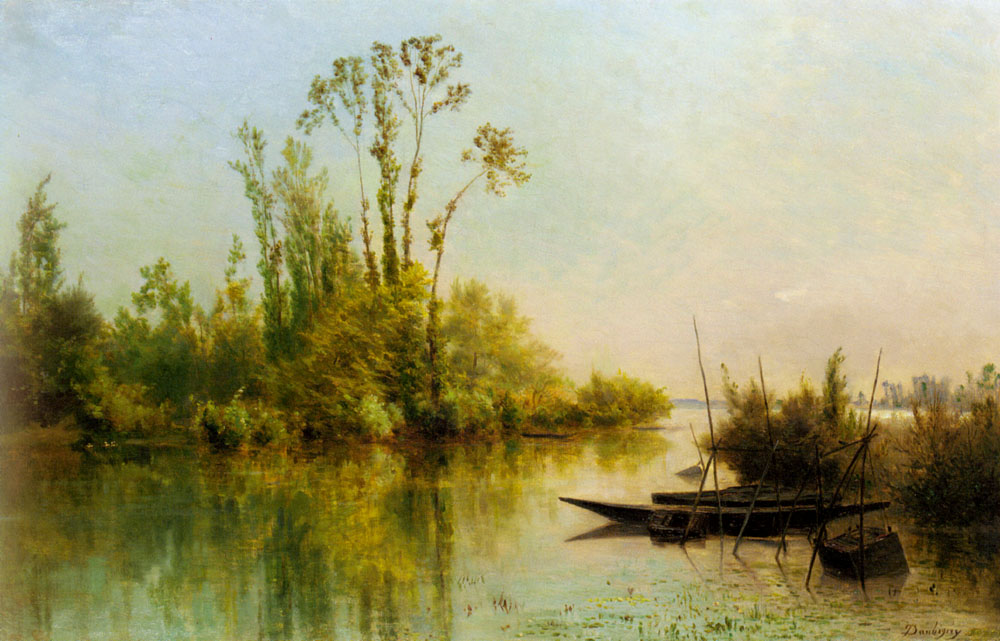
Les Iles Vierges à Bezons (ca. 1878)

- Auckland Art Gallery Toi o Tāmaki: 1019
- Art Gallery of South Australia: 3126
- Bibsys: 97020365
- Biblioteca Nacional de España: XX901687
- Bibliothèque nationale de France: cb11937543t (data)
- Catàleg d'autoritats de noms i títols de Catalunya: 981059263255906706
- CiNii: DA0919275X
- Stuttgart Database of Scientific Illustrators 1450–1950: 5941
- Gemeinsame Normdatei: 118671057
- International Standard Name Identifier: 0000 0001 2138 6609
- KulturNav: 0f8b983b-6405-4954-bd90-e55fba5497e1
- Library of Congress Control Number: n50037946
- Base Léonore: LH//665/84
- Bibliotheek van het Japanse parlement: 001323972
- National Gallery of Victoria: 916
- Nationale Bibliotheek van Tsjechië: ola2002113721
- Nationale bibliotheek van Australië: 35033517
- Nationale Bibliotheek van Israël: 987007527013405171
- Nationale Bibliotheek van Polen: a0000003631737
- Nederlandse Thesaurus van Auteursnamen: 070425124
- PIC: 13509
- Réseau des bibliothèques de Suisse occidentale: 02-A003156155
- RKD-Nederlands Instituut voor Kunstgeschiedenis: 20106
- Istituto Centrale per il Catalogo Unico: CUBV083035
- SNAC: w6cr5xj2
- Système universitaire de documentation: 027304337
- Museum of New Zealand Te Papa Tongarewa: 575
- Trove: 806091
- Union List of Artist Names: 500115164
- Virtual International Authority File: 71399615
- WorldCat: E39PBJccdTj7rm63t99jPfhrbd